# Marlborough (Nueva York)
Marlborough es un pueblo ubicado en el condado de Ulster en el estado estadounidense de Nueva York. En el año 2000 tenía una población de 8,263 habitantes y una densidad poblacional de 128 personas por km².

## Geografía
Marlborough se encuentra ubicado en las coordenadas 41°37′55″N 73°59′3″O / 41.63194, -73.98417. Según la Oficina del Censo, la ciudad tiene un área total de 68,6 km² (26,5 mi²), de la cual 64,3 km² (24,8 mi²) es tierra y 4,3 km² (1,7 mi²) (6.30%) es agua.

## Demografía
Según la Oficina del Censo en 2000 los ingresos medios por hogar en la localidad eran de $49,788, y los ingresos medios por familia eran $56,933. Los hombres tenían unos ingresos medios de $38,074 frente a los $29,608 para las mujeres. La renta per cápita para la localidad era de $21,079. Alrededor del 8.2% de la población estaban por debajo del umbral de pobreza.